# Fals tomàquet
El fals tomàquet (Solanum aethiopicum) és una planta de la família de les Solanaceae nativa d'Àsia i de l'Àfrica tropical. Se'l coneix també com a albergina d'Etiòpia o nakati.

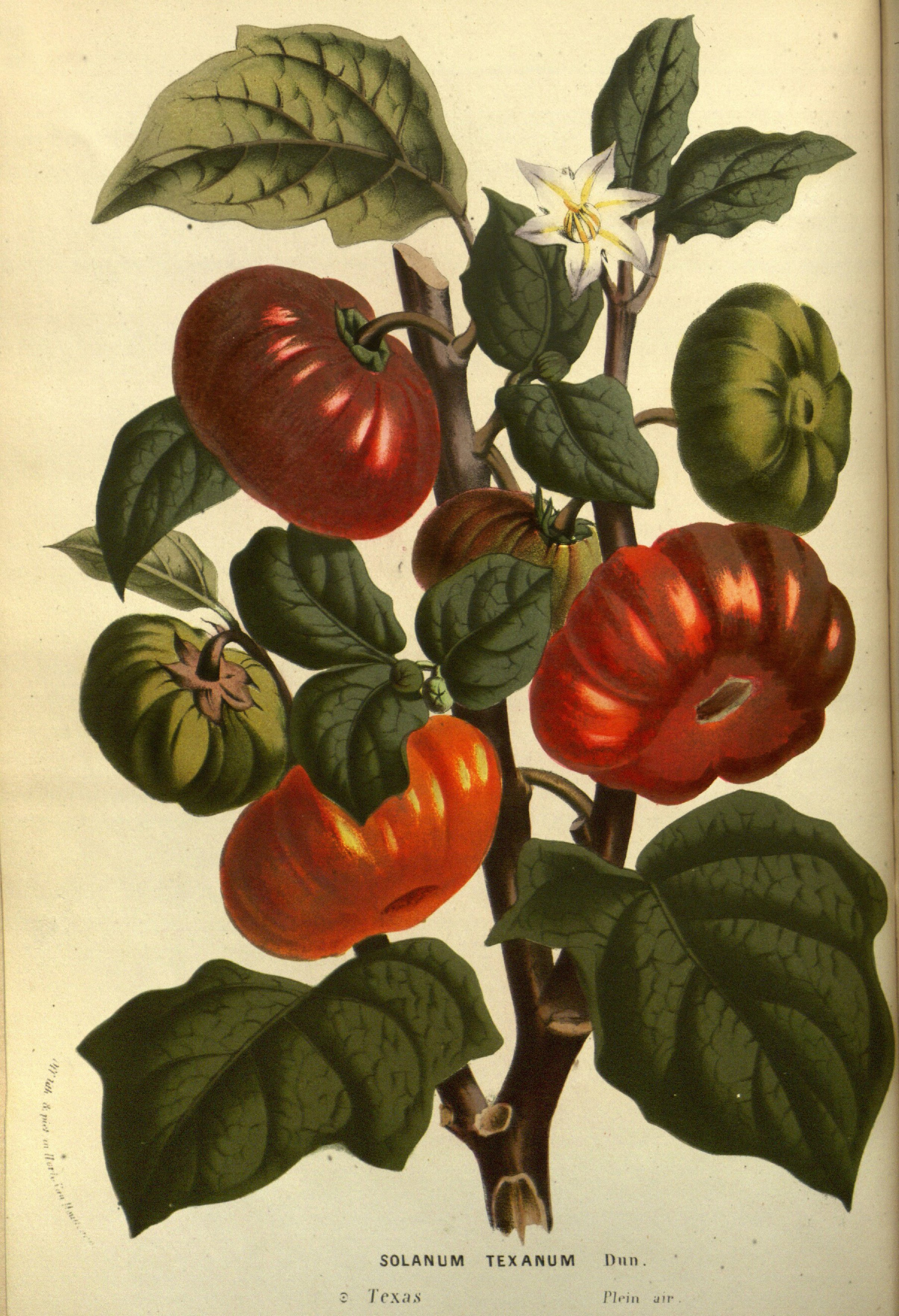
Il·lustració

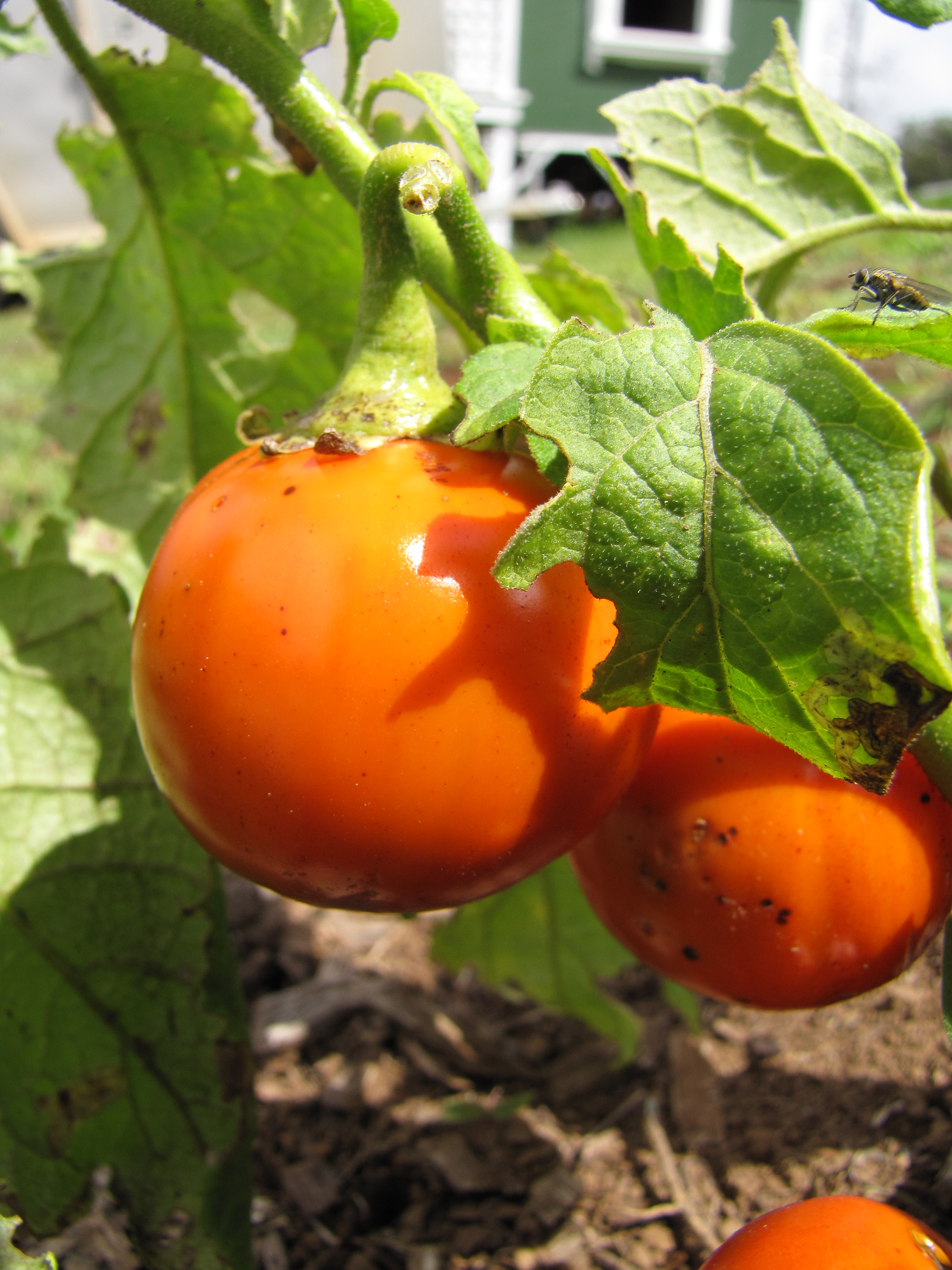
Fruit

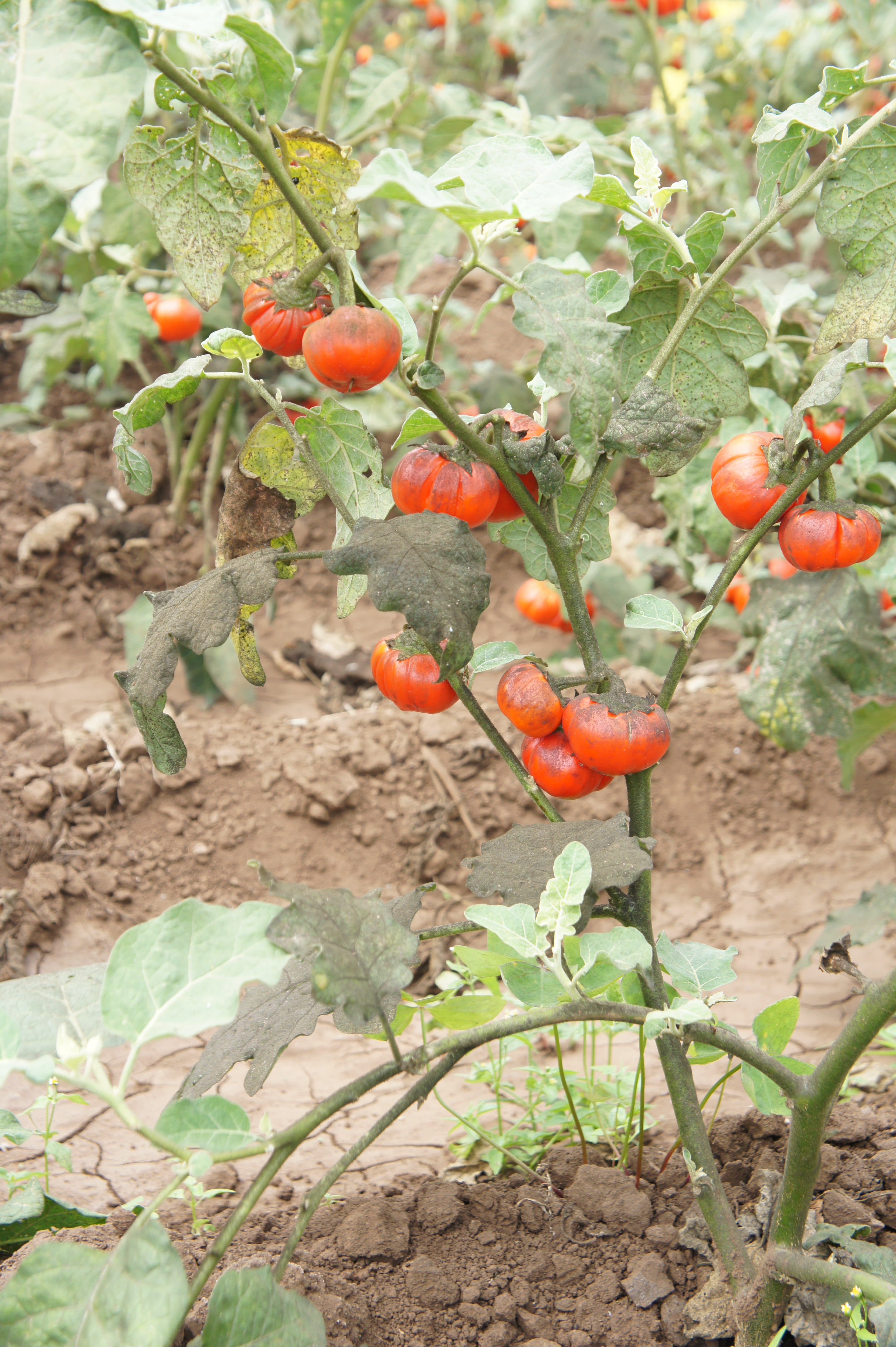
Vista de la planta

## Descripció
És una herba anual que aconsegueix una mida de 70 cm d'alçada. Té tija i branques espinoses; les espines de 2-5 mm, 1-2 mm d'ample a la base, rectes o lleugerament corbades. Les fulles superiors aparellades, sovint desiguals; amb pecíol de 2-7 cm; la làmina de la fulla ovalades a oblongo-ovalades, 10-20 × 6-14 cm. Les inflorescències extra-axil·lars, algunes flors; peduncle 1-1,5 cm. Flors 5-mers, (6-9-mers en el cultiu). Pedicel de 5-12 mm, amb espines de 0,2-2 mm. Calze campanulat; lòbuls lleugerament desiguals, ovades a ovado-lanceolades, de 5-7 x 3-4 mm. La corol·la de color blanc o lleugerament violàcia. El fruit una drupa taronja o vermella, Amb freqüència longitudinalment 4-6-acanalades. Les llavors reniformes, de 2-3.5 mm de diàmetre.

## Distribució
Es troba a una altitud de 400-1800 m. Es cultiva a la Xina a Henan i Yunnan i a diferents països de l'Àfrica.
L'únic lloc a Europa que es cultiva àmpliament és a la Basilicata (Itàlia).

## Usos
Té un fruit d'aparença intermèdia entre l'albergínia i el tomàquet. Les fulles són comestibles i, de fet, són més nutritives que el fruit. Aquest últim, també comestible, s'utilitza industrialment. La fruites es cullen quan encara són verdes, abans que s'endureixi la pell. El sabor depèn de la quantitat de saponines que presentin, que fa que uns siguin dolços i uns altres molt amargs. Quan maduren les baies, es tornen de color vermell brillant pel seu alt contingut de carotè.
A Àsia s'utilitza també com a planta ornamental.
El seu cultiu està creixent a l'Àfrica, doncs la planta creix durant tot l'any i pot produir abundants collites, encara que les seves baixes taxes de germinació són un obstacle per a la seva implantació.
Els fruits s'usen amb finalitats medicinals i com a aliment en alguns països.

## Taxonomia
Solanum aethiopicum va ser descrita per Carl von Linné i publicat a Centúria II. Plantarum ... 2: 10. 1756.
Solanum: nom genèric que deriva del vocable llatí equivalent al Grec στρνχνος (strychnos) per designar el Solanum nigrum (la "Herba mora") —i probablement altres espècies del gènere, inclosa l'albergínia—, ja empleat per Plinio el Vell en la seva Història naturalis (21, 177 i 27, 132) i, abans, per Aulus Cornelius Celsus en De Re Medica (II, 33). Podria ser relacionat amb el Llatí sol. -is, "el sol", a causa que la planta seria pròpia de llocs alguna cosa assolellats.
aethiopicum: epítet geogràfic llatí que significa "d'Etiòpia".
Sinonímia
- Solanum gilo Raddi
- Solanum integrifolium Lam.
- Solanum texense Engelm. & A. Gray
- Solanum undatum Jacq.[8]